# ناصر الظفيري (لاعب كرة قدم)
ناصر مقبل الظفيري مواليد 22 نوفمبر 2000 في السعودية، هو لاعب كرة قدم سعودي يلعب لنادي طويق.

## مسيرة اللاعب
لعب في نادي القيصومة ونادي طويق.